# Xyletobius affinis
Xyletobius affinis är en skalbaggsart som beskrevs av Sharp 1885. Xyletobius affinis ingår i släktet Xyletobius och familjen trägnagare. Inga underarter finns listade i Catalogue of Life.